# Tiruchirappalli International Airport
Tiruchirappalli International Airport (engelska: Trichy International Airport) är en flygplats i Indien.   Den ligger i distriktet Tiruchchirāppalli och delstaten Tamil Nadu, i den södra delen av landet, 2 000 km söder om huvudstaden New Delhi. Tiruchirappalli International Airport ligger 87 meter över havet.
Terrängen runt Tiruchirappalli International Airport är mycket platt. Runt Tiruchirappalli International Airport är det mycket tätbefolkat, med 2 915 invånare per kvadratkilometer. Närmaste större samhälle är Tiruchirappalli, 5,7 km norr om Tiruchirappalli International Airport. Trakten runt Tiruchirappalli International Airport består till största delen av jordbruksmark.